# Имантский полк
Имантский полк (латыш. Imantas pulks) — латвийское военное национальное формирование в Белом движении на Дальнем Востоке России под начальством войск Антанты. Был сформирован осенью 1918 года во Владивостоке.
Полк начали формировать 14 ноября 1918 года. 11 декабря присвоено имя ливского героя средневековья Иманта. Подчинен французскому комиссару в Сибири графу Мартелу. Призывные пункты добровольцев открыли во Владивостоке, Хабаровске, Чите, Красноярске и Благовещенске (в Сибири и на Урале к весне 1919 года были на учете около 4000 латышей призывного возраста и около 400 бывших офицеров). На 29 марта 1920 года в полку числилось 90 офицеров и чинов, 765 стрелков (2 батальона), команда инструкторов, санитарная часть, команды пулемётчиков, кавалеристов, пластунов и связи, оркестр и хозяйственная часть. Полк выполнял гарнизонную службу, обязанности военной полиции, в боевых действиях участия не принимал.
Весной—летом 1920 года полк был переправлен пароходами с Дальнего Востока в Латвию, последняя группа чинов полка отправилась на родину в июне 1920 года вместе с Троицким батальоном. 1 августа 1920 года полк расформировали — часть демобилизовали, остальных зачислили в различные части Латвийской армии.
В межвоенный период активно действовало общество крайне правого толка из бывших имантцев (многие «сибиряки» считали, что их отстранили из-за политической неприязни).

## Командиры полка
- полковник Я. Курелис (14.11.1918 — 19.04.1919)
- майор Й. Поне (19.04.1919 — 22.05.1919)
- капитан К. Лобе (22.05.1919 —11.08.1919)
- капитан Я. Озолс (11.08.1919 — 20.02.1920)
- капитан А. Гроскауфман (20.02.1920 —01.08.1920)